# Telecomunicație
Termenul de telecomunicații desemnează comunicațiile efectuate la distanță. Astfel radioul, telegrafia, telefonia (fixă sau mobilă), televiziunea, comunicațiile digitale sau rețelele de calculatoare se pot subscrie acestui domeniu, de altfel foarte vast.
Elementele componente ale unui sistem de telecomunicații sunt în principiu: emițătorul, canalul de comunicație și receptorul.
O comunicație este o transmitere de date și informații, deci de natură tehnică, implicând o conexiune între două sau mai multe puncte distincte. În mass-media de exemplu există numeroase tipuri de comunicații: prin ziare, postere, TV, radio sau și prin Internet.

## Comunicații între calculatoare
Calculatoarele "vorbesc" unele cu altele printr-un cod binar. Pentru aceasta, informația de transmis se codifică mai întâi într-o serie întreagă de cifre binare (0 și 1).
Transmiterea informației se face cu ajutorul unui mediu fizic, care poate fi un cablu (din cupru, fibră optică ș.a.), sau și un mediu "fără fir" (engleză: wireless): prin microunde, unde radio, raze infraroșii ș.a.
Pentru compatibilitate între diversele elemente transmițătoare și receptoare, deci pentru succesul unei comunicații, toate aceste trasmiteri folosesc anumite protocoale (seturi de reguli) de transmisie, de obicei standardizate. Pe baza lor un Macintosh din Japonia poate "vorbi", de exemplu, cu un PC din România. Vezi și articolul Rețele de calculatoare.
Cele mai multe standarde de comunicații sunt stabilite de organizația internațională IEEE (Institute of Electrical and Electronics Engineers), în colaborare cu organizații industriale (firme din ramura industrială cu interes în protocoalele respective). De exemplu, fără acestea Internetul nu ar putea exista.

## Comunicații prin fir
Principiul unei transmisii vocale pe fire de cupru este următorul: o persoană vorbește într-un microfon, iar la capătul celălalt o altă persoană ascultă la un receptor (difuzor). Unda sonoră a vorbitorului comprimă aerul, și membrana microfonului vibrează corespunzător. Din această vibrație se generează un curent alternativ, care este modelat după undele sonore. Dacă aceste variații electrice se transmit pe două fire de cupru până la ascultător, ele pot să producă într-un difuzor îndepărtat oscilații ale membranei care reproduc sunetul original. Între emițător și receptor se pot afla și diverse alte echipamente și dispozitive suplimentare. Tipul acesta de transmisie se numește "analogic", deoarece variațiile tensiunii și curentului electric sunt continue, valorile instantanee putând lua orice valoare între cea minimă și cea maximă (unda sonoră originară are și ea o variație analogică).
Odată cu creșterea traficului de telecomunicații sunt necesare canale de transmisie de bandă tot mai largă. Aceste canale de bandă largă asigură mărirea capacității de transmisie a cablurilor existente, prin folosirea unor echipamente terminale mai performante și prin utilizarea unor medii noi de transmisie. Cerințele utilizatorilor de telecomunicații sunt tot mai complexe și implică extinderea rețelei de telecomunicații, oferta de noi servicii și integrarea lor pe rețeaua de telecomunicații existentă; accesul la aceste servicii trebuie să se facă prin echipamente terminale cu interfețe multifuncționale și ușor de utilizat.

## Comunicații prin fibră optică
De peste o sută de ani undele electromagnetice și-au demonstrat utilitatea pentru transmiterea de informații. Pentru a se propaga ele nu au neapărată nevoie de un conductor metalic, ci se pot propaga cu viteze ridicate chiar și prin unele materiale dielectrice sau prin vid.
Lumina este în esență tot o undă electromagnetică. Comunicațiile prin fibre optice utilizează unde electromagnetice în infraroșu. În cazul unui bec electric, fiecare atom al filamentului incandescent emite flash-uri de lumină care reprezintă serii de unde cu o durată de viață scurtă (aprox. 10−8 s), adică au o lungime de undă de circa 3 m. Aceste surse de lumină sunt incoerente, deoarece dacă suprapunem două astfel de surse nu se observă nimic. Cu ajutorul acestor surse de lumină se poate realiza doar iluminarea globală a spațiului înconjurător. Pentru transmiterea luminii prin fibră optică este necesar ca sursa să fie coerentă, iar lungimea spectrală să fie cât mai mică. Interferența este suprapunerea a două sau mai multe unde și combinarea lor în una singură, iar coerența este interferența a două unde care au aceeași lungime și un defazaj constant între ele. Undele electromagnetice se propagă în vid cu viteza luminii, valoarea rotunjită a acesteia fiind de 300.000 km/s.
Comunicațiile prin fibră optică utilizează lungimi de undă în infraroșu apropiate benzii de la 800 până la 1600 nm, cu preferință pentru lungimile de undă de 850, 1300 și 1550 nm. Un cablu de fibră optică constă dintr-un fir de diametru mic cu o structură formată dintr-un mijloc de sticlă, un înveliș tot de sticlă și un înveliș protector exterior, din plastic. Diferența între cele două elemente din sticlă, miez și înveliș, constă în indicii de refracție diferiți. Învelișul de plastic furnizează o protecție mecanică dar ușurează și identificarea fibrelor pentru sudare (engleză: splicing), prin culorile lui diverse. Fibra optică este un ghid de undă optic.
După descoperirea surselor de lumină laser au fost făcute încercări intense de utilizare a acestora pentru transmiterea informației. Utilizarea atmosferei ca mediu de propagare a radiației optice în general, și a radiației laser în particular, prezintă dezavantajul variației aleatoare, rapide și în limite prea largi ale caracteristicilor de propagare, fapt care reduce siguranța în exploatare și crește probabilitatea erorilor în transmisie. Primii conductori optici protejați de influența condițiilor externe s-au construit sub forma de tuburi metalice cu corecție periodică a divergenței și direcției fasciculului, cu ajutorul unui sistem de lentile și oglinzi. Sistemele funcționale de comunicații în gama optică au fost elaborate după punerea la punct în 1972-1973 a fibrelor de sticlă cu atenuare mică, utilizate la fabricarea cablurilor optice.

## Clasificare
Din punct de vedere al modului de transmitere a informației, comunicațiile se împart în două categorii:

### Comunicații analogice
Transmiterea informațiilor prin rețelele tradiționale de telefon, radio și televiziune se face analogic. Aceasta nu necesită utilizarea de coduri în sistemul binar, așa ca în comunicația digitală . Transmiterea Mail-urilor mai rapid.

### Comunicații digitale
Vezi art. Transmisiune digitală.

## În societate
Telecomunicațiile au un impact social, cultural și economic semnificativ asupra societății moderne. În 2008, estimările au plasat veniturile industriei de telecomunicații la 4,8 trilioane de dolari sau puțin sub 3% din produsul mondial brut (cursul de schimb oficial).